# Javier Muguerza

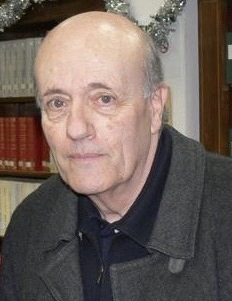
Javier Muguerza, 2019

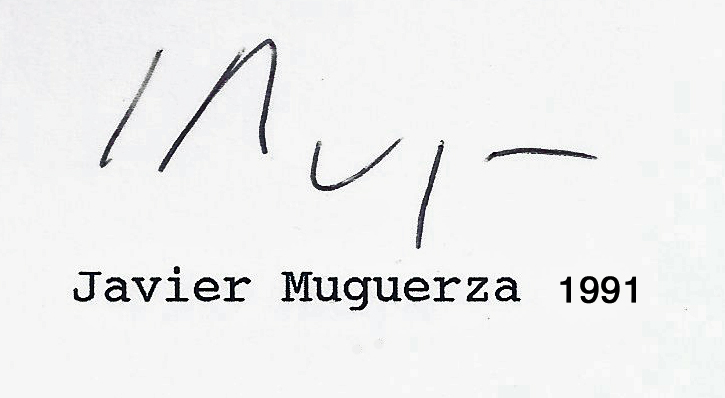

Javier Muguerza Carpintier (* 7. Juli 1936 in Málaga; † 10. April 2019 in Madrid) war ein spanischer Philosoph.

## Leben
Javier Muguerza studierte in Madrid, Frankfurt am Main und New York City. Mit einer Arbeit über die Philosophie Freges und das zeitgenössische Denken wurde er 1965 bei Angel Gonzalez Alvarez promoviert und war dessen Assistent am Lehrstuhl für Ethik an der Universität von Madrid.
1972 erhielt er einen Ruf auf den Lehrstuhl für Grundlagen der Philosophie an der Universität La Laguna auf Teneriffa. 1977 wechselte er auf den Lehrstuhl für Ethik und Soziologie an der Autonomen Universität Barcelona und 1979 auf die Professur für Ethik an der Nationalen Fernuniversität. Von 1986 bis 1990 leitete er das Institut für Philosophie des spanischen Wissenschaftsrates. Er hatte Gastdozenturen in Mexiko-Stadt, Chapel Hill (N. C.) und New York City.

## Wirken
Javier Muguerzas „philosophische Sozialisation“ erfolgte „an der Wende zur analytischen Philosophie und ihrer Gegenstellung zum Traditionalismus des Franco-Regimes. Seine Philosophie war daher auch sehr stark von der in Spanien einflussreichen Tradition praktischer Philosophie geprägt, die sich in hohem Maße ihrer Zeitgebundenheit bewusst ist. Er teilte die Skepsis vieler spanischer Philosophen gegen die Letztbegründungsstrategien in der Nachfolge der klassischen deutschen Philosophie. Dagegen profiliert Muguerza in Anspielung an den spanischen jüdischen Philosophen Maimonides eine ›Ethik der Ungewissheit‹ und der ›Perplexität‹, die davon ausgeht, dass Katastrophen wie Auschwitz, der Gulag oder Hiroshima eng mit dem Denken der Moderne verknüpft sind und folglich einen konsistenten, positiv darstellbaren Vernunftbegriff desavouiert haben. Vernunft kann demnach heute, wenn überhaupt, nur noch praktisch und im Bewusstsein, ja auf der Grundlage dieser sie verdunkelnden Erfahrung geltend gemacht werden.“ „Muguerza, der immer weniger akzeptieren mag, als analytischer Philosoph eingeordnet zu werden, hat sich vor allem in seiner Auseinandersetzung mit Jürgen Habermas und John Rawls immer deutlicher der Ethik zugewandt.“

## Schriften
- La concepción analítica de la filosofía (1974)
- La razón sin esperanza (1977)
- La alternativa del disenso (1988)
- Desde la perplejidad. Ensayos sobre la ética, la razón y el diálogo (1990)
- Ética de la incertidumbre (1998)
- Herausgeber der Zeitschrift für Ethik und wissenschaftliche Philosophie Isegoría

### In deutscher Sprache
- Ethik der Ungewißheit. Aus dem Spanischen übersetzt von Ruth Zimmerling. Alber-Reihe Praktische Philosophie Bd. 34  Verlag Karl Alber, Freiburg / München 1990. ISBN 3-495-47690-3
- Entwurf für einen neuen (aufgeklärten) Führer für Ratlose (Brief an Alicia Axelrod). In: Volker Rühle (Hrsg.) Beiträge zur Philosophie aus Spanien. Aus dem Spanischen übersetzt von Ruth Zimmerling und Volker Rühle. Verlag Karl Alber, Freiburg / München 1992. S. 157–189. ISBN 3-495-47717-9
- Hrsg.: Ethik aus Unbehagen. 25 Jahre ethische Diskussion in Spanien. Beiträge spanischer Autoren zu Problemen der Ethik aus der Zeit von den letzten Jahren des Franco-Regimes über die Rückgewinnung der Demokratie bis zum Jahr 1990. Aus dem Spanischen übersetzt von Ruth Zimmerling. Alber-Reihe Praktische Philosophie Bd. 40. Verlag Karl Alber, Freiburg / München 1991. ISBN 3-495-47718-7